# Старый Городок
Ста́рый Городо́к — посёлок городского типа в Одинцовском городском округе Московской области России. Расположен в 2 км к северу от города Кубинка.

## Население
| 2002 | 2006  | 2010  | 2021  |
| ---- | ----- | ----- | ----- |
| 6425 | →6425 | ↘6116 | ↗8313 |

## Достопримечательности
На въезде в Старый Городок стоит монумент в виде самолёта-истребителя.
А также своеобразная местная «стела», собранная из лишних частей самолёта с местного авиационного завода. Представляет собой чугунную конструкцию, с надписью «Старый городок» спаянную с периодически вращающимся от ветра завихрителем воздухозаборника неизвестного самолёта. Обозначает некогда былую мощь местного предприятия. В северной части посёлка находится вышеупомянутый 121 авиационный ремонтный завод. Рядом со Старым Городком расположен аэродром «Кубинка», на котором и поныне базируются пилотажные группы Стрижи и Русские витязи.
Памятник пилоту-герою Валерию Чкалову, установленный на въезде на завод. Свободен для посещения.

## Промышленность
- 121-й авиационный ремонтный завод
- ООО «ДАВ ФАРМ» Завод по производству капель нафтизина
- Завод по производству пластиковых окон «Одинцовские окна» ГК «Окна Комфорта»
- ООО «СФАП»

## Учебные заведения
- Старогородковская средняя школа[6]
- ДЮСШ Старый городок
- МБС(К)ОУ для обучающихся, воспитанников с ограниченными возможностями здоровья
- С(К) ОШ «Гармония»
- МБУДО Новогородковская детская школа искусств Лира